# Åge Aleksandersen

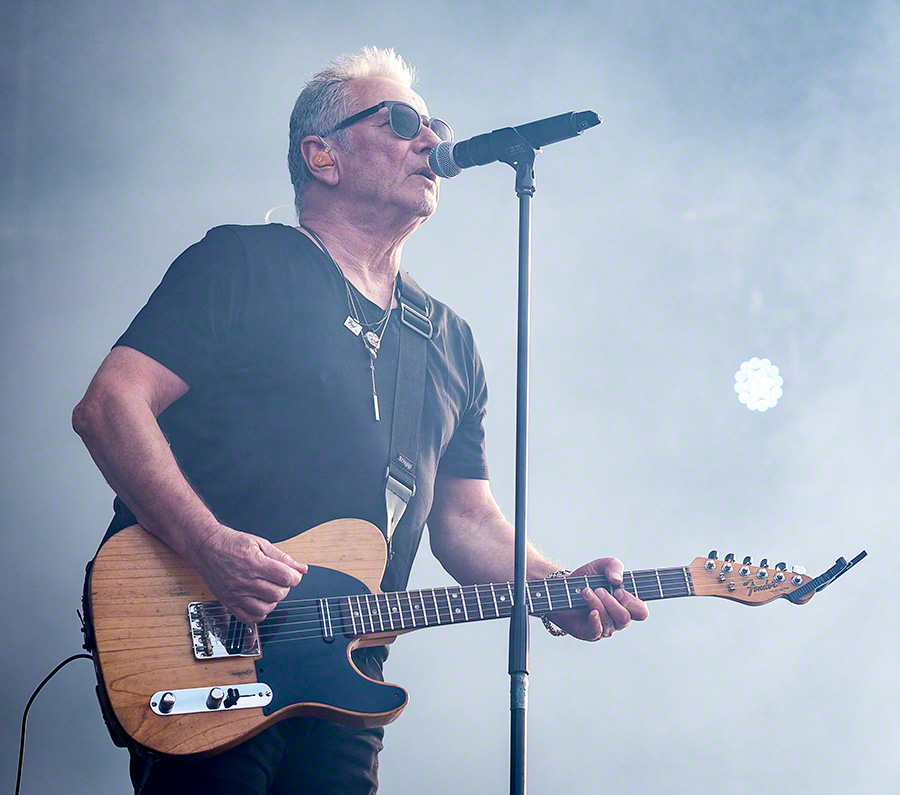
Åge Aleksandersen (2016)

Åge Aleksandersen,  (Namsos, 21 maart 1949),  is een Noorse rockmusicus. Hij maakte zijn debuut in 1966 in de rockband Mads Incorporated en heeft sindsdien meer dan 1,5 miljoen platen verkocht.
- Bibsys: 90211696
- Gemeinsame Normdatei: 1022832166
- International Standard Name Identifier: 0000 0000 4234 7791
- Library of Congress Control Number: no97035478
- MusicBrainz: 012c856b-d7d6-4eca-b6c7-e81586dc164c
- Système universitaire de documentation: 160114985
- Virtual International Authority File: 78382918
- WorldCat: E39PBJwxHwGhtdmC9mFfGRhmBP